# Дідим

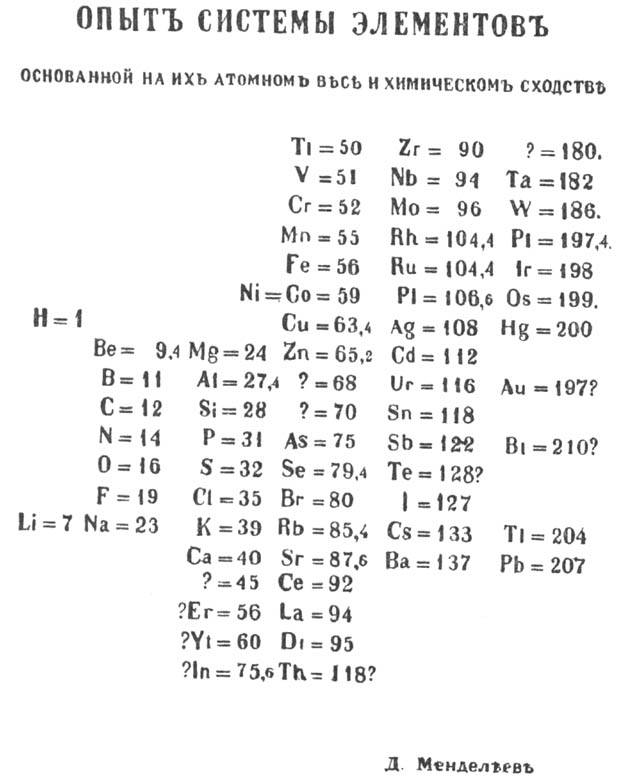
Таблиця Менделеєва 1869 року

У 1839 р. Карл Густав Мосандер — шведський лікар і хімік — повідомив про відкриття хімічного елемента Дідим, який, як показав у 1885 р. австрійський хімік Карл Ауер фон Вельсбах, виявився сумішшю двох рідкісноземельних елементів — неодиму та празеодиму.
Дідим (з грецької «близнюк», у той час для лантану) був схожий за властивостями на лантан. Протягом кількох десятиліть Дідим вважався реально існуючим елементом. Його хімічний знак Di зустрічається в перших варіантах системи хімічних елементів, створеної Д. І. Менделєєвим. Досі суміш неодиму та празеодиму називається Дідим.

## Застосування
Дідим використовується для виготовлення спеціальних сортів скла, які ефективно послаблюють лінії спектра випромінювання атомів натрію (наприклад для окулярів склодува). У фотографії Дідим використовується для створення фільтрів, що підвищують інтенсивність червоного кольору. Також дідимом називають природну суміш оксидів рідкісноземельних елементів празеодиму й неодиму, яка часто позначається квазіхімічним символом Di.